# Aqua (álbum de Angra)
Aqua é o sétimo álbum de estúdio da banda brasileira de heavy metal Angra. É um álbum conceitual que gira em torno da peça A Tempestade de William Shakespeare, é o último álbum a contar com a participação do vocalista Edu Falaschi e marca a volta de Ricardo Confessori; foi o último trabalho de estúdio com o baterista.
O álbum foi lançado de forma independente no Brasil, já que banda desejava ter total controle sobre o processo criativo do material. 
A letra de "Awake from Darkness" foi escrita pelo baixista Felipe Andreoli e descreve o momento em que Prospero se dá conta de que está em um pequeno barco com Miranda, no escuro, traído por seu irmão e amigos, e completamente sem saída. Ele se pergunta como poderá reverter a situação, e aceita seu destino. Então ele percebe que, na escuridão, existe um sopro de luz: seu bom e fiel amigo Gonzalo lhe deixou comida, roupas e seus livros de magia. Prospero então alcança a ilha, e retoma a esperança de superar sua condição.
A letra de "Ashes", a faixa de encerramento, foi escrita por Kiko Loureiro e usa o último ato da peça, no qual Prospero reflete sobre o que fez e perdoa todos na ilha. Ele percebe que seu comportamento e forma de pensar não seriam um jeito pacífico de se viver e que o perdão seria a única maneira. Ele então deixa seus livros de magia para trás e começa uma nova vida. A letra termina com a última frase da peça: "Somos feitos da mesma essência que nossos sonhos".

## Versão remixada
No dia 16 de dezembro de 2020, foi lançado uma versão remixada e remasterizada de "Hollow" como single.
Posteriormente, em 22 de abril de 2022, o resto do álbum foi relançado na sua versão remixada. O responsável pela remixagem foi o produtor musical Adair Daufembach.

## Faixas
| Críticas profissionais | Críticas profissionais |
| Avaliações da crítica  | Avaliações da crítica  |
| Fonte                  | Avaliação              |
| ---------------------- | ---------------------- |
| Allmusic               | [ 3 ]                  |
| Danger Dog             | (4.75/5)               |
| BW&BK                  | [ 5 ]                  |

### CDs
| N.º            | Título                   | Letras                            | Música                                                  | Duração |  |
| 1.             | "Viderunt Te Aquae"      | Rafael Bittencourt                | Rafael Bittencourt                                      | 1:00    |  |
| 2.             | "Arising Thunder"        | Edu Falaschi                      | Edu Falaschi, Kiko Loureiro                             | 4:52    |  |
| 3.             | "Awake From Darkness"    | Felipe Andreoli                   | Edu Falaschi, Felipe Andreoli, Rafael Bittencourt       | 5:54    |  |
| 4.             | "Lease of Life"          | Edu Falaschi                      | Edu Falaschi                                            | 4:34    |  |
| 5.             | "The Rage of the Waters" | Rafael Bittencourt                | Rafael Bittencourt, Ricardo Confessori, Felipe Andreoli | 5:34    |  |
| 6.             | "Spirit of the Air"      | Edu Falaschi                      | Edu Falaschi, Kiko Loureiro                             | 5:23    |  |
| 7.             | "Hollow"                 | Felipe Andreoli                   | Felipe Andreoli, Rafael Bittencourt                     | 5:30    |  |
| 8.             | "A Monster in Her Eyes"  | Rafael Bittencourt                | Rafael Bittencourt                                      | 5:15    |  |
| 9.             | "Weakness of a Man"      | Kiko Loureiro, Rafael Bittencourt | Kiko Loureiro, Rafael Bittencourt                       | 6:12    |  |
| 10.            | "Ashes"                  | Kiko Loureiro                     | Kiko Loureiro                                           | 5:11    |  |
| Duração total: | Duração total:           | Duração total:                    | Duração total:                                          | 49:27   |  |

| Faixa bônus (Japão) |                         |              |              |         |  |
| N.º                 | Título                  | Letras       | Música       | Duração |  |
| 11.                 | "Lease of Life (remix)" | Edu Falaschi | Edu Falaschi | 5:34    |  |

| Digipack duplo (Edição limitada) (Disco Um) |                          |                                   |                                                         |         |  |
| N.º                                         | Título                   | Letras                            | Música                                                  | Duração |  |
| 1.                                          | "Viderunt Te Aquae"      | Rafael Bittencourt                | Rafael Bittencourt                                      | 1:00    |  |
| 2.                                          | "Arising Thunder"        | Edu Falaschi                      | Edu Falaschi, Kiko Loureiro                             | 4:52    |  |
| 3.                                          | "Awake From Darkness"    | Felipe Andreoli                   | Edu Falaschi, Felipe Andreoli, Rafael Bittencourt       | 5:54    |  |
| 4.                                          | "Lease of Life"          | Edu Falaschi                      | Edu Falaschi                                            | 4:34    |  |
| 5.                                          | "The Rage of the Waters" | Rafael Bittencourt                | Rafael Bittencourt, Ricardo Confessori, Felipe Andreoli | 5:34    |  |
| 6.                                          | "Spirit of the Air"      | Edu Falaschi                      | Edu Falaschi, Kiko Loureiro                             | 5:23    |  |
| 7.                                          | "Hollow"                 | Felipe Andreoli                   | Felipe Andreoli, Rafael Bittencourt                     | 5:30    |  |
| 8.                                          | "A Monster in Her Eyes"  | Rafael Bittencourt                | Rafael Bittencourt                                      | 5:15    |  |
| 9.                                          | "Weakness of a Man"      | Kiko Loureiro, Rafael Bittencourt | Kiko Loureiro, Rafael Bittencourt                       | 6:12    |  |
| 10.                                         | "Ashes"                  | Kiko Loureiro                     | Kiko Loureiro                                           | 5:11    |  |
| Duração total:                              | Duração total:           | Duração total:                    | Duração total:                                          | 49:27   |  |

| Digipack duplo (Edição limitada) (Disco Dois - Mini-coletânea "The Falaschi Era") |                        |                                              |                                                                   |         |  |
| N.º                                                                               | Título                 | Letras                                       | Música                                                            | Duração |  |
| 1.                                                                                | "Nova Era"             | Rafael Bittencourt, Felipe Andreoli (músico) | Edu Falaschi, Kiko Loureiro                                       | 4:52    |  |
| 2.                                                                                | "Rebirth"              | Rafael Bittencourt                           | Rafael Bittencourt, Kiko Loureiro                                 | 5:15    |  |
| 3.                                                                                | "Hunters and Prey"     | Rafael Bittencourt                           | Kiko Loureiro, Rafael Bittencourt, Edu Falaschi, Aquiles Priester | 6:29    |  |
| 4.                                                                                | "Spread Your Fire"     | Edu Falaschi, Kiko Loureiro                  | Rafael Bittencourt                                                | 4:25    |  |
| 5.                                                                                | "Waiting Silence"      | Rafael Bittencourt                           | Rafael Bittencourt, Kiko Loureiro                                 | 4:55    |  |
| 6.                                                                                | "The Course of Nature" | Edu Falaschi, Kiko Loureiro                  | Edu Falaschi                                                      | 5:23    |  |
| 7.                                                                                | "Salvation: Suicide"   | Rafael Bittencourt                           | Kiko Loureiro                                                     | 4:22    |  |

### LP

#### Lado Um
| N.º | Título                | Letras          | Música                                               | Duração |  |
| 1.  | "Viderunt Te Aquae"   |                 | Rafael Bittencourt                                   | 1:01    |  |
| 2.  | "Arising Thunder"     | Edu Falaschi    | Edu Falaschi, Kiko Loureiro                          | 4:52    |  |
| 3.  | "Awake from Darkness" | Felipe Andreoli | Edu Falaschi, Felipe Andreoli and Rafael Bittencourt | 5:55    |  |
| 4.  | "Lease of Life"       | Edu Falaschi    | Edu Falaschi                                         | 4:34    |  |

#### Lado Dois
| N.º | Título                   | Letras             | Música                                                     | Duração |  |
| 1.  | "The Rage of the Waters" | Rafael Bittencourt | Rafael Bittencourt, Ricardo Confessori and Felipe Andreoli | 5:43    |  |
| 2.  | "Spirit of the Air"      | Edu Falaschi       | Edu Falaschi, Kiko Loureiro                                | 5:23    |  |
| 3.  | "Hollow"                 | Felipe Andreoli    | Felipe Andreoli, Rafael Bittencourt                        | 5:31    |  |

#### Lado Três
| N.º | Título                  | Letras                            | Música                            | Duração |  |
| 1.  | "A Monster in Her Eyes" | Rafael Bittencourt                | Rafael Bittencourt                | 5:16    |  |
| 2.  | "Weakness of a Man"     | Kiko Loureiro, Rafael Bittencourt | Kiko Loureiro, Rafael Bittencourt | 6:13    |  |
| 3.  | "Ashes"                 | Kiko Loureiro                     | Kiko Loureiro                     | 5:12    |  |

#### Lado Quatro (Faixas Bônus - "The Falaschi Era")
| N.º | Título                 | Letras                              | Música                      | Duração |  |
| 1.  | "Nova Era"             | Rafael Bittencourt, Felipe Andreoli | Edu Falaschi, Kiko Loureiro | 4:52    |  |
| 2.  | "Spread Your Fire"     | Rafael Bittencourt                  | Edu Falaschi, Kiko Loureiro | 4:25    |  |
| 3.  | "The Course of Nature" | Edu Falaschi                        | Edu Falaschi, Kiko Loureiro | 4:31    |  |

## Histórico de lançamento
| País/Região | Data                   | Gravadora       |
| ----------- | ---------------------- | --------------- |
| Japão       | 11 de Agosto de 2010   | JVC/Victor      |
| Brasil      | 17 de Agosto de 2010   | Independente    |
| Taiwan      | 19 de Setembro de 2010 | JVC/Victor      |
| Alemanha    | 24 de Setembro de 2010 | SPV/Steamhammer |
| Europa      | 27 de Setembro de 2010 | SPV/Steamhammer |

## Créditos

### Musicais
Banda
- Edu Falaschi - vocal
- Kiko Loureiro - guitarra
- Rafael Bittencourt - guitarra
- Felipe Andreoli (músico) - baixo e guitarra adicional na faixa 4
- Ricardo Confessori - bateria e percussão adicional

Músicos adicionais
- Percussão - Guga Machado (Faixas 3, 4, 5, 6, 8, 9 e 10)
- Violino- Amon Lima (Faixas 1, 3, 6, 7 e 8)
- Violoncelo - Yaniel Matos (Faixas 1, 3, 7 e 8)
- Piano/Órgão Hammond - Maria Ilmoniemi (Faixas 4,8 e 10/Faixa 4)
- Colaboração nos Teclados – Fabrizio di Sarno (Faixa 5), Nei Medeiros (Faixas 1 e 8) e Felipe Grytz (Faixas 2, 4, 6, e 10)
- Coro – Angra e Rosa Vocal (Fernanda Gianesella, Miriam Chiurciu, Gisela Freire, Isa Elisabetsky Katya Delfino, Zuma Duarte e Luiza Gianesella) (Faixas 1, 6 e 9), Débora Reis (Faixa 10), Annah Flávia (Faixa 4), Tito Falaschi (1, 6, e 9), Zeca Loureiro (Faixas 1 e 9), Rodrigo Ninrod (faixa 1)

Outras informações
- Arranjos de teclado e orquestra – Angra
- Arranjos de coral - Rafael Bittencourt e Edu Falaschi (Faixas 4 e 7)

### Técnicos
- Gravado em: Estúdio Norcal, São Paulo - Brasil e Estúdio Merry Fox, Helsinki - Finlândia de Fevereiro a Abril de 2010
- Gravado por: Brendan Duffy, Adriano Daga e Thiago "Hóspede"
- Mixado em: Estúdio Norcal de Abril a Maio de 2010
- Mixado por: Brendan Duffey e Adriano Daga
- Masterizado em: Maor Apelbaum Mastering, Califórnia, Estados Unidos
- Masterizado por: Maor Apelbaum
- Produzido por: Angra
- Co-produzido por: Brendan Duffey e Adriano Daga

## Posições nas paradas musicais
| Parada musical (2010)                     | Melhor posição |
| ----------------------------------------- | -------------- |
| Japão - Oricon Total Albums Sales         | 22             |
| Japão - Oricon International Albums Chart | -              |
| França - SNEP Top 200                     | 147            |